# Pramen Lužické Nisy
Pramen Lužické Nisy se nachází v katastrálním území Nová Ves nad Nisou těsně u hranice města Smržovky v okrese Jablonec nad Nisou v Libereckém kraji. Je také oblíbeným turistickým cílem (na kole i pěšky). U pramene začíná mezinárodní cyklostezka Odra–Nisa vedoucí k Baltskému moři, která je dlouhá přibližně 630 kilometrů. Pramen se nachází v nadmořské výšce 632 metrů. 

## Historie
Poprvé byl pramen Nisy na mapě již roku 1713 a na Müllerova mapě Čech je zakreslen pod názvem Neisbronn. Okolo roku 1850 byl u pramene umístěn pamětní kámen. O zvelebení místa se významně zasadil především Novoveský okrašlovací spolek, jenž se myšlenkou osadit nad pramenem Nisy pamětní tabuli zaobíral od roku 1899. Obec Nová Ves nad Nisou začala přibližně roku 1900 používat ve svém znaku stylizovaný pramen Nisy. Novoveský okrašlovací spolek na tento pramen roku 1929 zpřístupnil cestu pro pěší. Když se konaly lidové slavnosti 29. června 1930 (o rok později), byl odhalen pomník prameni Nisy. Po několik desetiletí od druhé světové války doprovázel do kamene původní vytesaný text „Neissequelle 1930“ a český text byl dopsán barvou. Následně louka s pomníkem postupně zarostla stromy a keři. Nová bronzová pamětní deska (odcizena v roce 2008) roku 1980 nahradila původní text. Obecním úřadem v Nové Vsi nad Nisou a dobrovolníky bylo místo roku 1997 zvelebeno tím, že byla obnovena přístupová cesta a prameniště bylo vyskládáno z kamenů. Právě v tomto roce se stalo místo výchozím bodem mezinárodní cyklistické trasy Odra–Nisa.
Roku 2000 se vybudoval dřevěný chodník podél toku Nisy, zpřístupňující běžně nedostupné partie (vedl z Nové Vsi nad Nisou do Smržovky). Cestou lze sledovat proměnu malého pramene na menší potok. V letech 2009–2010 při podpoře Libereckého kraje přistoupili k rekonstrukci prameniště a obnovy pomníku Novoveský okrašlovací spolek a obec Nová Ves nad Nisou. Novou pamětní desku ztvárnil akademický sochař Jiří Dostál a další pamětní desku zhotovili kamenosochař Rostislav Dvořák st. a zámečníci Pavel Lubas a Jaroslav Lubas st. (oba byli z Nové Vsi nad Nisou) z nerezu a šluknovského syenitu. Součástí obnoveného pomníku se stala až do současnosti raznice se stylizovaným znakem obce Nová Ves nad Nisou, který vyobrazuje pramenem Nisy. Dne 12. června 2010 byl zástupci Nové Vsi nad Nisou, Smržovky, Lučan nad Nisou a Jablonce nad Nisou při slavnosti odhalení nové pamětní desky slavnostně zpřístupněn a otevřen první kamenný most přes řeku Lužickou Nisu.

## Popis
K prameni je možno se dostat ze zeleně značené turistické cesty mezi Smržovkou a Jabloneckými Pasekami. Je i druhá možnost, jít po Smržovském turistickém okruhu, který je vyznačan červenobíle. Cyklisté mohou využít i silnici mezi Novou Vsí nad Nisou a obcí Lučany nad Nisou. Turisti mohou také využít červeně značenou stezku, vedoucí z Lučan nad Nisou na Černou studnici, kde odbočí poblíž Lyžařského vleku Nová Ves silnicí, vedoucí k prameni.
Těsně v blízkosti pramene se vyskytuje první vodopád na Nise, který měří přibližně 30 centimetrů. Přímo na prameništi se nachází první kamenný most přes Nisu. Poblíž pramene se nachází parkoviště a autobusové zastávky Smržovka – Pramen Nisy a Nová Ves nad Nisou, u Nisy.

## Složení vody a kvalita
Voda vyvěrající z pramene je nepitná.
| Organické látky | Jednotky    |
| --------------- | ----------- |
| Aminokyselina   | 0,36        |
| Dusičnany       | 66          |
| Dusitany        | 0,00        |
| Železo          | 0,07        |
| Hořčík          | 7           |
| Vápník          | 42          |
| KNK4,5          | 0,7 mmol/l  |
| pH              | 6,09        |
| Vodivost        | 349 µS/cm   |
| Fosforečnany    | 0,16        |
| Chloridy        | 19          |
| SiO2            | 28 mg/l     |
| CHSKMn          | 1,6 mg O2/l |